# Électrovanne
Pour les articles homonymes, voir vanne (homonymie).

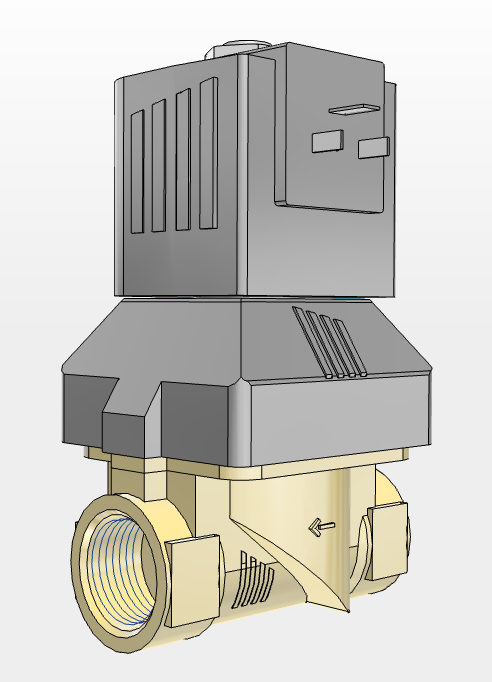
Dessin d'une électrovanne

Une électrovanne est une vanne commandée électriquement. C'est un actionneur électrique avec lequel on agit sur l'ouverture ou la fermeture d'un circuit de fluide par un signal électrique. Elle est composée d'un corps de vanne et d'un électroaimant.
Les électrovannes sont utilisées pour de nombreux automatismes en tant qu'organes de régulation ou de sécurité des circuits de fluide; dans les appareils électroménagers (contrôle des remplissages en eau), les véhicules (circuits de carburant), dans l'industrie pour les systèmes pneumatiques et hydrauliques, les systèmes de climatisation, ou encore pour les systèmes d'arrosage automatique. Un brevet d'invention du distributeur automatique de gaz ou électrovanne est attribué en 1907 à P.Bénard.

## Description et fonctionnement
La vanne est généralement une vanne à clapet, parfois une vanne à pointeau. Le corps de la vanne peut être en laiton ou en plastique, selon les pressions de travail du fluide et la solidité exigée par l'application, et présente des orifices taraudés ou des queues cannelées pour le raccordement au circuit de fluide. Le clapet de vanne est le plus souvent situé à l'extrémité du noyau de l'électro-aimant. Certaines électrovannes peuvent être équipées d'une membrane, qui assure alors le rôle de clapet.  
L'électroaimant est constitué d'une bobine, d'un noyau magnétique, ou piston, et d'un ressort de rappel. Un connecteur électrique complète souvent cet ensemble.

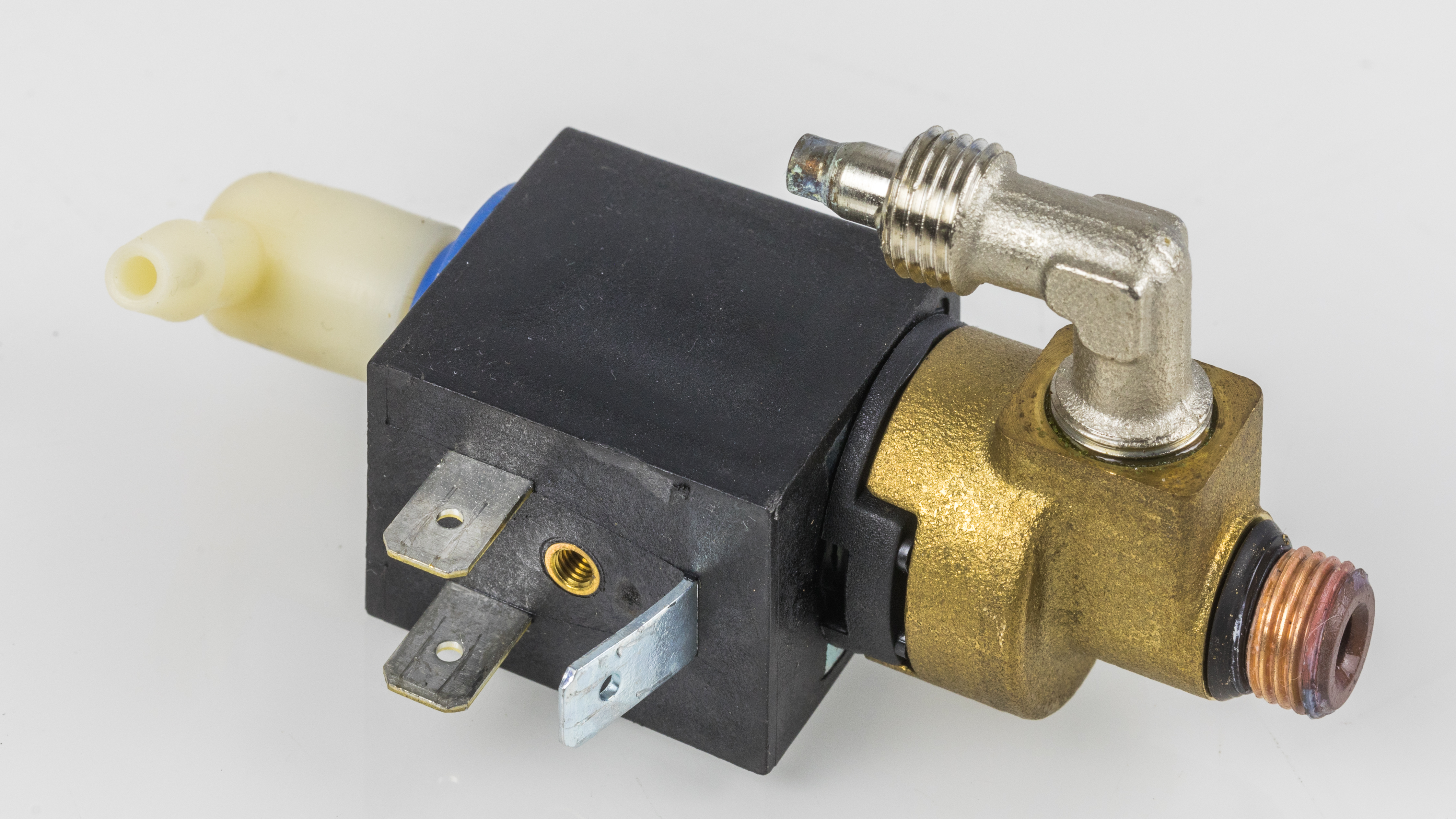
Électrovanne 3/2

Le signal électrique envoyé sur la bobine de l'électroaimant provoque un champ magnétique qui déplace le noyau magnétique. Le mouvement de ce noyau engendre alors l'ouverture ou la fermeture de la vanne et du circuit de fluide associé.

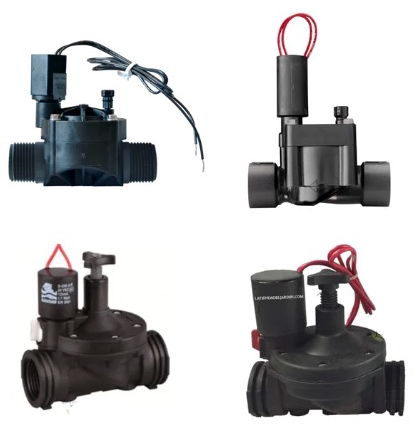
Électrovannes d'arrosage

## Types d'électrovannes
Les électrovannes sont le plus souvent de type Tout ou Rien, entièrement ouvertes ou entièrement fermées

### Normalement ouverte ou normalement fermée (NO ou NF)
En absence d'alimentation électrique (au repos), l'électrovanne peut être Normalement Ouverte (NO) ou Normalement Fermée (NF). son état au repos est assuré par un ressort de rappel.
- Normalement ouverte : la vanne est ouverte en l'absence d'alimentation électrique et se ferme lorsqu'elle est alimentée électriquement.
- Normalement fermée : la vanne est fermée en l'absence d'alimentation électrique et s'ouvre lorsqu'elle est alimentée électriquement.

### Électrovanne bistable
Une électrovanne bistable est une électrovanne qui change d'état (ouverte ou fermée) sur la seule information d'une impulsion électrique. En absence de tension d'alimentation elles restent dans leur dernière position. Elles présentent l'intérêt d'une consommation électrique nulle entre 2 impulsions. Ce sont des électrovannes tout ou rien.

### Électrovanne à commande directe
Une électrovanne à commande directe agit directement sur le clapet par la seule force de l'électro-aimant; sa puissance électrique est en relation avec le travail à fournir.

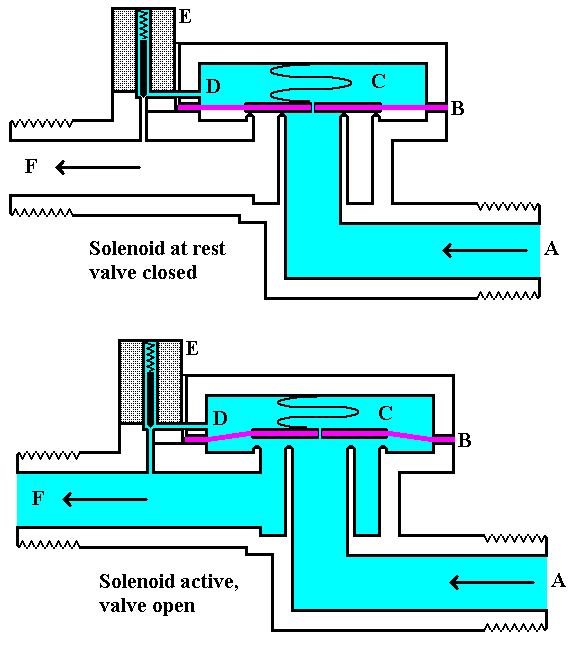
Électrovanne à membrane, à commande assistée :
A- Arrivée
B- Diaphragme
C- Chambre de pression
D- Conduit
E- Électro-aimant
F- Sortie

### Électrovanne à commande assistée
Une électrovanne à commande assistée exploite la différence de pression entre l'amont et l'aval de la vanne pour s’ouvrir et se fermer. Une telle électrovanne consomme moins d'énergie qu'une électrovanne à commande directe. 
La figure ci-contre comment fonctionne une telle électrovanne : lorsque le solénoïde (ou électro-aimant) E est actif il attire un piston, permettant d'ouvrir le conduit D. Ce qui permet à la pression de la chambre C de s'équilibrer avec celle de la sortie F. Cette pression étant plus faible que celle de l'arrivée A du fluide le diaphragme B se soulève, ce qui ouvre le passage du fluide entre l'entrée et la sortie. 
Lorsque le solénoïde est inactif, le conduit D se referme, la pression de C s'équilibre avec celle de A grâce au trou d'épingle qui se trouve au centre du diaphragme B. Le ressort permet alors la fermeture du diaphragme. En outre la surface du diaphragme étant plus grande du côté C que du côté A ceci augmente encore la force d'application du diaphragme sur l'orifice A et permet que la vanne soit bien fermée. 

### Électrovanne à membrane
Les électrovannes à membranes dissocient le noyau de l'électroaimant de l'organe de coupure du circuit de fluide, en l’occurrence une membrane. Cela permet d'obtenir de plus grandes sections de passage du fluide; donc de plus grands débits.

### Électrovanne proportionnelle
Les électrovannes proportionnelles peuvent être ouvertes avec plus ou moins d'amplitude. Selon les types de vannes l'ouverture peut être proportionnelle au courant électrique de l'alimentation, ou à la tension électrique de l'alimentation. Ce type d'électrovanne est généralement piloté par l'intermédiaire d'une commande.

## Nombre de voies et positions
Les électrovannes sont aussi désignées par le nombre d'orifices de raccordement correspondant à leurs circuits de fluides, et le nombre de leurs positions; cette désignation se matérialise par 2 chiffres séparés par une barre oblique. Les électrovannes les plus courantes sont des électrovannes
- 2 voies à 2 positions désignées 2/2
- 3 voies à 2 positions désignées 3/2

Il existe des électrovannes à 4 voies et 2 positions (4/2) et des électrovannes 5/2

## Symbole schématique

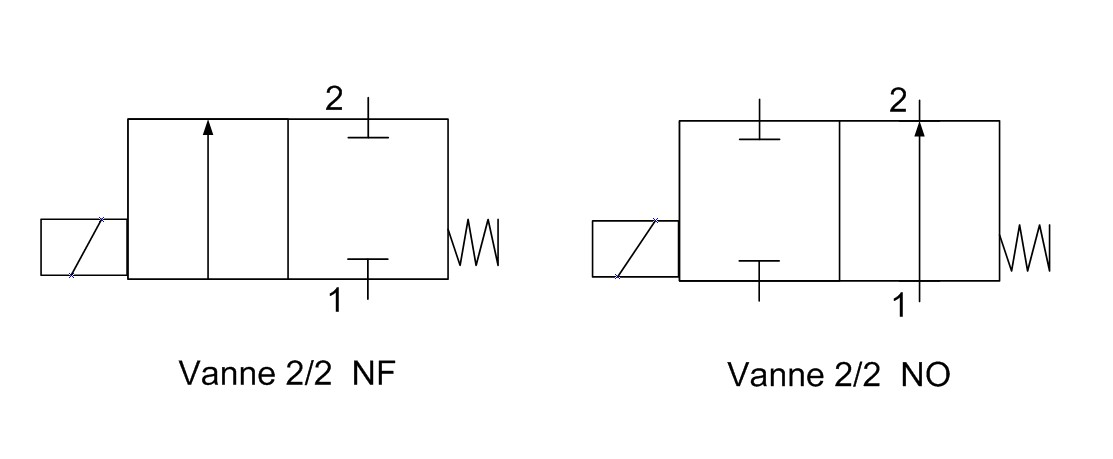
Electrovanne 2 Voies / 2 positions
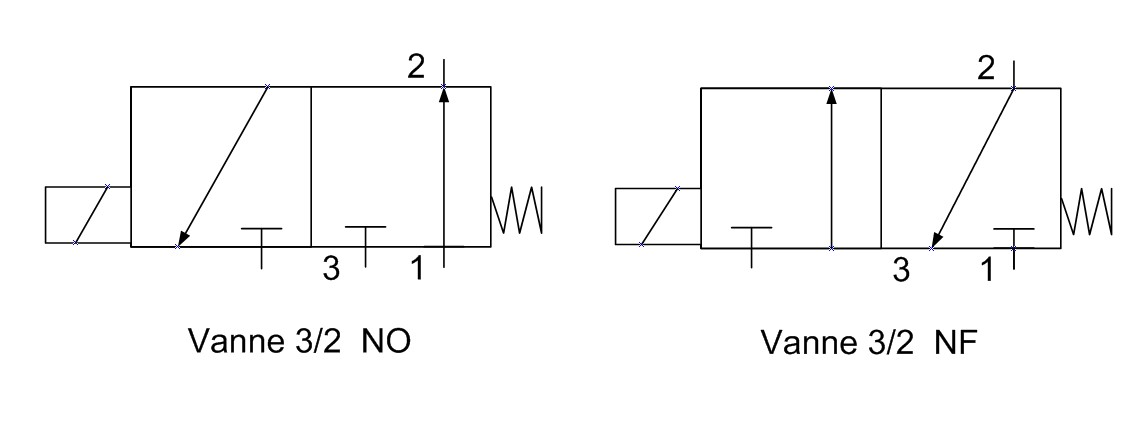
Electrovanne 3 voies / 2 positions
Electrovanne 5 voies / 2 positions